# Norsbäcks kanal
Norsbäcks kanal ligger på gränsen mellan Kristinehamns och Storfors kommuner i Värmlands län. Den 1,4 km långa kanalen sammanbinder de båda sjöarna Hyttsjön (i norr) och Bergsjön (i söder).
Kanalen är en del av Bergslagskanalen och är en av Sveriges äldsta kanaler. Kanalen anlades 1634 och syftet var ursprungligen att möjliggöra sjöfrakt av malm ned till Sjöändans omlastningsplats vid södra delen av Bergsjön, där så småningom järnvägen tog över frakten för vidare transport ned till Kristinehamn och Vänern.
Kanalen löper utmed riksväg 26, vilken den passerar under 2 gånger. Parallellt med kanalen löper även Inlandsbanan.